# Pseudohyperammina
Pseudohyperammina es un género de foraminífero bentónico de la subfamilia Hippocrepininae, de la familia Hyperamminoididae, de la superfamilia Hippocrepinoidea, del suborden Hippocrepinina y del orden Astrorhizida. Su especie tipo es Pseudohyperammina radiostoma. Su rango cronoestratigráfico abarca el Pérmico.

## Discusión
Clasificaciones previas incluían Pseudohyperammina en la familia Hyperamminoididae, así como en el suborden Textulariina del orden Textulariida.

## Clasificación
Pseudohyperammina incluye a la siguiente especie:
- Pseudohyperammina radiostoma